# Иоаким (Баласакис)
Митрополи́т Иоаки́м (греч. Μητροπολίτης Ιωακείμ, в миру Иоа́ннис Баласа́кис, греч. Ιωάννης Μπαλασάκης; 1924, Порт-Саид — 30 июля 1987, Александрия) — епископ Александрийской православной церкви, митрополит Леонтопольский.

## Биография
Окончил богословский факультет Афинского университета. В 1946 году рукоположён в сан диакона, в 1952 году — в сан пресвитера.
С 26 ноября 1955 года до 6 июня 1957 года был настоятелем параклиса святого Фанурия в районе Илион.
С 1969 по 1973 год служил генеральным архиерейским эпитропом (Αρχιερατικός Επίτροπος) Йоханнесбургской и Преторийской митрополии.
6 декабря 1979 года хиротонисан в титулярного епископа Вавилонского, викария Александрийского Патриарха.
9 июля 1983 года избран митрополитом Леонтопольским.
Скончался 30 июля 1987 года в Александрии.